# Samīnak
Samīnak (persiska: سُرمينَك, سمينك, سُمِينَك, سُومينَك, Sormīnak) är en ort i Iran.   Den ligger i provinsen Qazvin, i den nordvästra delen av landet, 160 km väster om huvudstaden Teheran. Samīnak ligger 1 985 meter över havet och antalet invånare är 211.
Terrängen runt Samīnak är huvudsakligen kuperad, men åt sydväst är den platt. Runt Samīnak är det ganska tätbefolkat, med 93 invånare per kvadratkilometer. Närmaste större samhälle är Dānesfahān, 19,9 km norr om Samīnak. Trakten runt Samīnak består i huvudsak av gräsmarker.